# Théâtre antique d'Ohrid

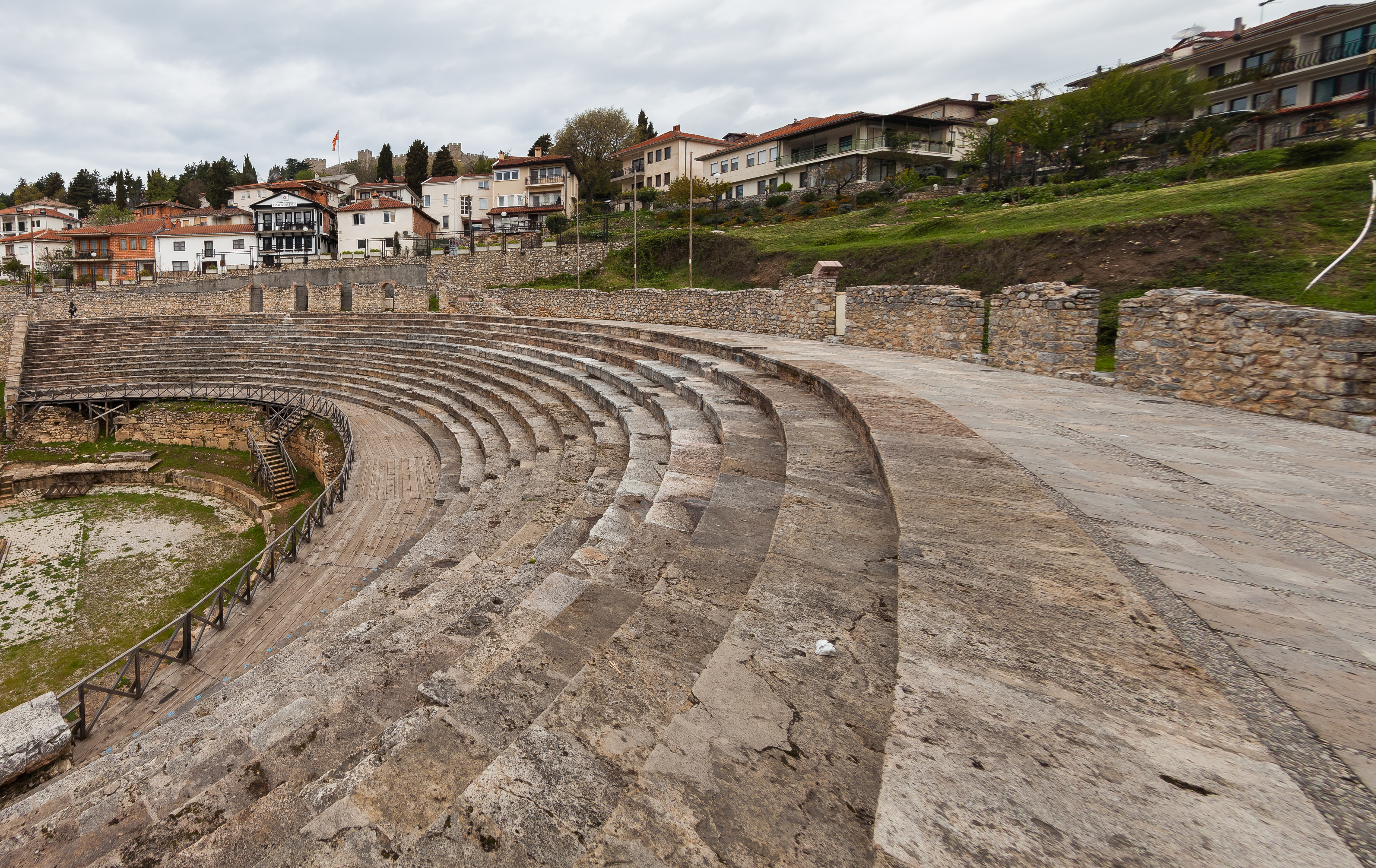
Les gradins vus de la scène

Le théâtre antique d'Ohrid est un théâtre construit peu de temps avant la conquête romaine de la région, vers 70 après Jésus-Christ. Il se trouve dans la vieille ville d'Ohrid, dans le sud-ouest de la Macédoine du Nord. Certains sièges en pierre portent encore le nom de la famille auxquels ils étaient attribués. Utilisé par les Romains comme amphithéâtre, le théâtre fut oublié pendant des siècles puis découvert au début du XXe siècle. Les premières fouilles eurent lieu de 1959 à 1960 et le monument, qui couvre environ 4 000 m2, accueille à nouveau des spectacles lors de festivals. Il a été classé au patrimoine mondial de l'Humanité au titre de la région d'Ohrid en 1980.